# AFFLICT/Fragment
「AFFLICT／Fragment」（アフリクト／フラグメント）は、VALSHEの3枚目のシングル。2012年6月27日にOthから発売された。

## 概要
日本コロムビアからリリースした唯一のシングル、VALSHEとしては初の両A面シングルである。
「Fragment」は、フジテレビ系全国ネット『奇跡体験!アンビリバボー』エンディングテーマ（使用期間:2012年4月-9月）。

## 批評
CDジャーナルは「低く真っ直ぐなハスキー・ヴォイスは魅力的で、シンプルなバックでの歌唱も聴いてみたくなる。一貫してコミックス風のアート・ワーク、ほの暗いトーンのデジ・ロック、耽美的な歌詞など、同世代の嗜好を体現している」と評した。

## 収録曲

### CD
（全曲作詞：VALSHE、作曲：minato、編曲：G'n-)
1. AFFLICT
疾走感のあるデジタルロックで、心の中の葛藤や悩みを表現しており、後半では前に進もうとしているリード曲。
2. Fragment
もう一つのリード曲であり、クールな部分もありつつ、光に一直線に進んでいる前向きな曲。
3. 蒼ノ夏雨
壮大なストリングスに合わせたバラード曲。
4. AFFLICT -Instrumental-
5. Fragment -Instrumental-
6. 蒼ノ夏雨 -Instrumental-

### DVD
初回盤A
1. “AFFLICT” MUSIC VIDEO
2. VALSHE抜き打ち模擬テスト ～数学・理科～

初回盤B
1. “AFFLICT” MUSIC VIDEO
2. VALSHE抜き打ち模擬テスト ～国語・社会～